# Trimountain
Trimountain ou Tri-Mountain est une montagne située dans l'État du Connecticut (États-Unis) et faisant partie de Metacomet Ridge, une longue arête rocheuse des Appalaches qui traverse le sud de la Nouvelle-Angleterre sur 160 kilomètres de long. Le sommet s'élève à 230 mètres d'altitude. Trimountain est une destination populaire pour la pratique de sports en plein air, réputée pour ses falaises, le panorama qu'elle offre, son microclimat ainsi que sa faune et sa flore variées.

## Géographie

### Topographie
Trimountain s'élève abruptement 150 mètres au-dessus des plaines environnantes. Elle est nommée ainsi en raison de sa forme triangulaire, des trois pics qui composent son arête méridionale et des trois brèches entre chaque promontoire. Elle s'étend sur 2,4 kilomètres de long pour 1,6 kilomètre à son point le plus large, bien que le relief rende cette distance au sol plus importante. Son point culminant atteint 230 mètres d'altitude. Elle se situe sur le territoire des villes de Wallingford et Durham. Elle se prolonge au nord par Besek Mountain et au sud par Fowler Mountain.

### Hydrographie
Le William J. Ulbrich Reservoir se situe au sud-ouest de la montagne.
Les eaux du versant oriental s'écoulent dans la Coginchaug River, affluent du fleuve Connecticut, tandis que la moitié occidentale de Trimountain appartient au bassin du Quinnipiac, à travers la Muddy River, qui se jette directement dans l'océan Atlantique au Long Island Sound.

### Géologie
Trimountain, comme la plus grande partie de Metacomet Ridge, est composée de basalte, une roche volcanique. Elle s'est formée à la fin du Trias lors de la séparation de la Laurasia et du Gondwana, puis de l'Amérique du Nord et de l'Eurasie. La lave émise au niveau du rift s'est solidifiée en créant une structure en mille-feuille sur une centaine de mètres d'épaisseur. Les failles et les séismes ont permis le soulèvement de cette structure géologique caractérisée par de longues crêtes et falaises.

### Écosystème
La combinaison des crêtes chaudes et sèches, des ravines froides et humides et des éboulis basaltiques est responsable d'une grande variété de microclimats et d'écosystèmes abritant de nombreuses espèces inhabituelles pour la région. Trimountain est un important corridor migratoire saisonnier pour les rapaces.

## Activités

### Tourisme
La montagne est ouverte à la randonnée pédestre, à la raquette à neige, au ski de fond et à diverses autres activités de détente. Plusieurs sentiers de randonnée traversent Trimountain, dont une partie des 80 kilomètres du Mattabesett Trail, maintenu par la Connecticut Forest and Park Association, qui s'étend du nord de Lamentation Mountain, où il est relié à Metacomet Trail, jusqu'au sud de Totoket Mountain. En raison de la carrière, son accès est possible par Reeds Gap, au nord, puis il passe sur le versant oriental boisé de la montagne avant de traverser les trois pics de l'arête méridionale.

### Menaces et protections environnementales
Les principales menaces qui pèsent sur Trimountain sont le creusement d'une carrière au nord et à l'ouest qui a oblitéré la montagne sur près de 150 ha en 2007, ainsi que l'étalement périurbain. Trimountain State Park est situé à l'extrême sud de la montagne.
En 2000, la montagne a fait l'objet d'une étude du National Park Service en vue d'être intégrée dans un nouveau National Scenic Trail, le New England National Scenic Trail, qui aurait inclus le Metacomet-Monadnock Trail au Massachusetts d'une part, les Mattabesett Trail et Metacomet Trail au Connecticut d'autre part. Le Wallingford Land Trust et le Middlesex Land Trust veillent à la conservation et à la préservation du panorama.